# Les Thesmophories
Les Thesmophories (en grec ancien Θεσμοφοριάζουσαι / Thesmophoriázousai, littéralement « Celles qui célèbrent le festival de Thesmophoria » est une comédie grecque antique d'Aristophane. La représentation eut lieu en mars 411 avant notre ère, deux mois après celle de Lysistrata.

## Titre

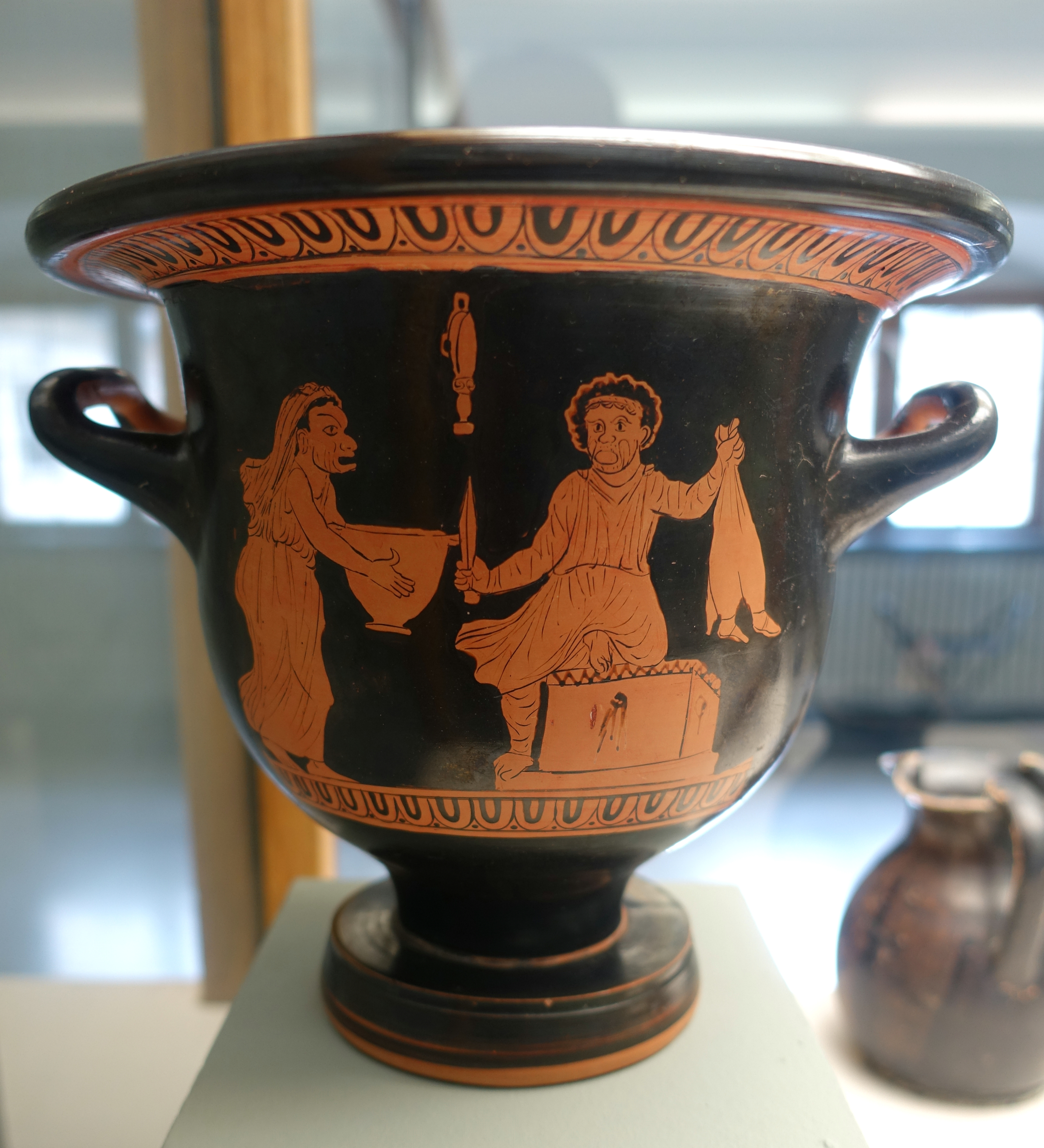
Une femme a maquillé une outre de vin en bébé. Scène des Thesmophores sur un cratère. Apulie, vers 370 av. J.-C. Musée Martin von Wagner, Wurtzbourg.

Le titre est dû au fait que l'action se déroule au cours de la fête féminine des thesmophories, une fête en l'honneur de Déméter et de sa fille Koré, qui se déroulaient sur trois jours durant le mois de pyanepsion, c'est-à-dire en octobre[réf. souhaitée]. Ces festivités ne se déroulaient qu'entre Athéniennes légitimement mariées

## Argument
Furieuses contre le poète tragique Euripide qui traite fort mal les femmes dans ses tragédies, les Athéniennes projettent de se venger pendant la fête des Thesmophories et de le condamner à mort. Inquiet pour sa vie, Euripide envoie donc un de ses parents déguisé en femme (la fête est interdite aux hommes) sur la colline de la Pnyx (où se déroule la fête) pour savoir ce que les femmes manigancent contre lui. Mais celui-ci est rapidement repéré, à cause de ses réflexions misogynes et de son ignorance des rites. Arrêté et enchaîné, il est délivré par Euripide qui profite de la naïveté de l'archer scythe préposé à sa garde.

## Analyse
Cette pièce est une vive attaque contre Euripide, dans laquelle les femmes occupent la première place (tout comme dans Lysistrata). La trame repose sur un comique guère subtil, qui parodie différentes tragédies d'Euripide. Le thème des reproches mutuels que s'adressent hommes et femmes se retrouve souvent dans ce genre comique.
L'œuvre reprend en outre certains stéréotypes présents dans d'autres pièces d'Aristophane: l'ivrognerie attribuée aux femmes (l'une d'elles a déguisé une outre de vin en bébé), la misogynie attribuée à Euripide, les parodies de la tragédie euripidienne, le « monde à l'envers » où les femmes exerceraient le pouvoir politique.[réf. nécessaire]

#### Traductions
- Comédies. (trad. Hilaire Van Daele), t. IV : Les Thesmophories - Les Grenouilles, Paris, Les Belles Lettres, coll. « des Universités de France », 2012 (1re éd. 1928), 330 p. (ISBN 978-2-251-00031-2).
- Les Oiseaux in Théâtre complet (trad. Victor-Henry Debidour), t. II, Paris, Gallimard, coll. « Folio » (réimpr. 2020) (1re éd. 1966), 508 p. (ISBN 978-2-070-37790-9), p. 211-271; introduction et analyse, p. 203-208
- Les Oiseaux in Théâtre complet (trad. Pascal Thiercy), Paris, Gallimard, coll. « La Pléiade », 2016 (1re éd. 1997), XL - 1359 p. (ISBN 978-2-070-11385-9), p. 647 - 723

#### Études
- Ghislaine Jay-Rober, « Rôle de la femme dans Lysistrata, les Thesmophories et l’Assemblée des Femmes d’Aristophane, ou Les femmes et la création théâtrale », Euphrosyne, no 34,‎ 2006, p. 35-50 (lire en ligne)
- Paul Demont et Anne Lebeau, Introduction au théâtre grec, Paris, Le Livre de Poche, coll. « Références », 1996, 254 p. (ISBN 978-2-253-90525-7), p. 171 et passim
- Anne Jacquemin, « Un autre conte de deux cités ou… Athéniennes et fières de l’être », Ktèma : civilisations de l'Orient, de la Grèce et de Rome antiques, no 30,‎ 2005, p. 337-347 (lire en ligne)
- (en) Froma Zeitlin, (). , in Froma Zeitlin, Playing the Other: Gender and Society in Classical Greek Literature. Chicago: University of Chicago Press. pp. 375–416., « Travesties of gender and genre in Aristophanes' Thesmophoriazusae », Critical Inquiry, vol. 8, no 2 « Writing and Sexual Difference »,‎ winter, 1981, p. 301-327 (lire en ligne)